# Severi Blomstedt
Pauli Severi Blomstedt (Helsinki, 23 de septiembre de 1946) es un arquitecto finés.

## Biografía
Hijo del arquitecto Aulis Blomstedt y de la diseñadora Heidi Blomstedt, y nieto por parte de madre del compositor Jean Sibelius, Severi Blomstedt se formó en la Universidad Politécnica de Helsinki, donde años después fue profesor asistente. Fundó su propio estudio en 1976 y ha sido director del Museo Finlandés de Diseño y Construcción y del Museo de Arquitectura Finlandesa (2002 a 2010). Sus proyectos más destacados incluyen la renovación de Ainola —vivienda de su abuelo Sibelius— en los años 1980 y la finalización de la restauración del Hotel Kämp, iniciada por su hermano. En 2015, junto con Esko Häkli, publicó un libro sobre el proyecto de Ainola, titulado Ainola: the home of Jean and Aino Sibelius (Sociedad de Literatura Finlandesa, 2013)